# Bjørt Samuelsen

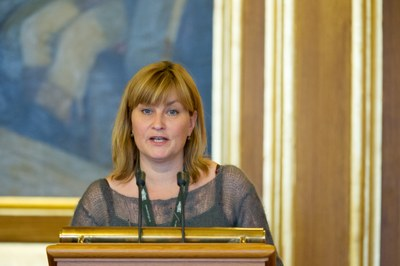
Bjørt Samuelsen

Bjørt Samuelsen (* 2. März 1965 in Tórshavn) ist eine färöische Lebensmittelwissenschaftlerin, Journalistin und Parlamentsabgeordnete der linksrepublikanischen Partei Tjóðveldi. Sie war von Februar 2008 bis September 2008 Ministerin für Handel und Industrie ihres Landes.

## Ausbildung und Beruf
Bjørt Samuelsen wuchs in der färöischen Hauptstadt Tórshavn auf. Mit neunzehn Jahren zog sie zunächst nach Paris und später nach Kopenhagen, wo sie an der dortigen Königlichen Veterinär- und Landwirtschaftsuniversität Lebensmittelwissenschaft studierte und als cand. brom. das Studium abschloss. In Kopenhagen gehörte sie im Jahr 1988 zu den Mitbegründern der dortigen färöischen Tanzvereinigung Fótatraðk. Sie zog dann nach Oslo, wo sie an der dortigen Journalistenhochschule studierte. Später arbeitete sie bei diversen norwegischen Medien, unter anderem Aftenposten.
Im Jahr 2000 kehrte sie nach fast 16 Jahren Abwesenheit auf die Färöer zurück. Dort arbeitete sie zunächst beim Kringvarp Føroya und dann als selbstständige Kommunikationsberaterin. Darüber hinaus gab sie Unterricht an der färöischen Universität Fróðskaparsetur Føroya und war als Vorstandsmitglied bzw. Kassenwart in verschiedenen Betrieben bzw. Vereinen aktiv.

### Politik
Im November 2007 kandidierte sie für das Folketing, jedoch ohne Erfolg. Im Januar 2008 wurde sie dann als Abgeordnete für Tjóðveldi erstmals ins Løgting gewählt. Sie trat direkt als Ministerin für Handel und Industrie in die Landesregierung Jóannes Eidesgaard II ein. Nach dem Zusammenbruch der Regierung im September 2008 kehrte sie als Abgeordnete ins Løgting zurück. 2011 wurde sie wiedergewählt und brachte gemeinsam mit Rigmor Dam und Poul Michelsen einen Antrag zur Änderung des färöischen Eheschließungsgesetzes vors Parlament, der jedoch scheiterte. Ebenso scheiterte sie knapp bei der Wiederwahl als Abgeordnete im September 2015. Sie stand jedoch auf der Nachrückerliste mit 361 persönlichen Stimmen an erster Stelle und kam so nach erfolgreicher Regierungsbildung unter Beteiligung von Tjóðveldi erneut ins Parlament.
Zwischen 2008 und 2015 war sie Mitglied in mehreren parlamentarischen Ausschüssen (Handel & Industrie, Justiz, Äußeres, Wohlfahrt).

## Familie
Bjørt Samuelsen ist die Tochter von Marin av Sandi und Heðin Samuelsen aus Tórshavn. Sie ist mit dem Tierarzt Peter Skou Østergård verheiratet. Das Paar hat zwei Kinder.